# Eccellenza Sicilia 2014-2015
Il campionato italiano di calcio di Eccellenza regionale 2014-2015 è il ventiquattresimo organizzato in Italia. Da quest'anno rappresenta il quinto livello del calcio italiano.
Questi sono i gironi organizzati dal Comitato Regionale della Sicilia.
Le gare si disputano in orari differenti a seconda dei periodi dell'anno: alle 16:00 la prima giornata e dalla ventinovesima alla trentesima, alle 15:30 dalla seconda alla settima, alle 14:30 dall'ottava alla ventesima, alle 15:00 dalla ventunesima alla ventottesima, alle 16:30 le gare di play-off e play-out.
Play-off e play-out si disputano soltanto se fra le due squadre ipoteticamente coinvolte ci sono meno di 10 punti di distacco. Se la seconda classificata ha almeno dieci punti di vantaggio sulla terza accederà direttamente alla fase nazionale degli spareggi.
Per la stagione 2014-15, fra le squadre aventi il diritto a partecipare al torneo non si è iscritta il Licata, proveniente dalla categoria superiore. Quindi l'unica partecipante retrocessa dalla Serie D resta il Città di Messina. Dalla Promozione sei squadre sono state promosse al termine della stagione: Castelbuonese, Dattilo, Giarre, Paternò, Paceco e Ribera. A queste si aggiungono il Mussomeli vincitore della Coppa Italia di categoria, e le ripescate Milazzo e Monreale.

## Girone A

### Squadre partecipanti
| Club                           | Città                                    | Stadio                           | Stagione 2013-2014       |
| ------------------------------ | ---------------------------------------- | -------------------------------- | ------------------------ |
| A.S.D. Alcamo                  | Alcamo (TP)                              | Stadio Lelio Catella             | 2º in Eccellenza gir. A  |
| A.S.D. Atletico Campofranco    | Campofranco (CL)                         | Stadio Alfonso Virciglio         | 11º in Eccellenza gir. A |
| A.S.D. Dattilo Noir            | Dattilo, frazione di Paceco (TP)         | Stadio Giovanni Mancuso          | 3º in Promozione gir. A  |
| A.S.D. Kamarat                 | Cammarata (AG)                           | Stadio Salaci                    | 3º in Eccellenza gir. A  |
| S.C. Marsala 1912              | Marsala (TP)                             | Stadio Antonino Lombardo Angotta | 5º in Eccellenza gir. A  |
| A.S.D. Mazara Calcio           | Mazara del Vallo (TP)                    | Stadio Nino Vaccara              | 12º in Eccellenza gir. A |
| A.S.D. Monreale Calcio         | Monreale (PA)                            | Stadio Conca d'Oro               | 5º in Promozione gir. A  |
| A.S.D. Mussomeli               | Mussomeli (CL)                           | Stadio Nino Caltagirone          | 2º in Promozione gir. D  |
| Pol. Paceco 1976               | Paceco (TP)                              | Stadio Giovanni Mancuso          | 1º in Promozione gir. A  |
| A.P.D. Parmonval               | Partanna-Mondello (quartiere di Palermo) | Campo Franco Lo Monaco           | 4º in Eccellenza gir. A  |
| F.C.D. Pro Favara 1984         | Favara (AG)                              | Stadio Giovanni Bruccoleri       | 9º in Eccellenza gir. A  |
| F.C. Ribera 54                 | Ribera (AG)                              | Stadio Nino Novara               | 1º in Promozione gir. D  |
| A.S.D. Riviera Marmi Custonaci | Custonaci (TP)                           | Campo Cornino                    | 6º in Eccellenza gir. A  |
| A.S.D. Sancataldese Calcio     | San Cataldo (CL)                         | Stadio Valentino Mazzola         | 10º in Eccellenza gir. A |
| G.S.D. San Giovanni Gemini     | San Giovanni Gemini (AG)                 | Stadio Nino Lo Bue               | 8º in Eccellenza gir. A  |
| F.C.D. Serradifalco            | Serradifalco (CL)                        | Stadio Comunale di Serradifalco  | 7º in Eccellenza gir. A  |

### Classifica
|  | Pos. | Squadra              | Pt | G  | V  | N  | P  | GF | GS  | DR  |
|  | ---- | -------------------- | -- | -- | -- | -- | -- | -- | --- | --- |
|  | 1.   | Marsala              | 66 | 30 | 19 | 9  | 2  | 57 | 17  | +40 |
|  | 2.   | Mazara               | 56 | 30 | 15 | 11 | 4  | 49 | 26  | +23 |
|  | 3.   | Sancataldese         | 51 | 30 | 14 | 9  | 7  | 50 | 26  | +24 |
|  | 4.   | Pro Favara           | 50 | 30 | 13 | 11 | 6  | 46 | 29  | +17 |
|  | 5.   | Ribera               | 46 | 30 | 13 | 7  | 10 | 40 | 42  | -2  |
|  | 6.   | Atletico Campofranco | 45 | 30 | 13 | 6  | 11 | 50 | 53  | -3  |
|  | 7.   | Mussomeli            | 44 | 30 | 11 | 11 | 8  | 29 | 26  | +3  |
|  | 8.   | Paceco               | 43 | 30 | 11 | 10 | 9  | 49 | 33  | +16 |
|  | 9.   | Parmonval            | 42 | 30 | 10 | 12 | 8  | 44 | 36  | +8  |
|  | 10.  | Dattilo Noir         | 42 | 30 | 12 | 6  | 12 | 38 | 38  | 0   |
|  | 11.  | Alcamo               | 41 | 30 | 11 | 9  | 10 | 40 | 35  | +5  |
|  | 12.  | San Giovanni Gemini  | 40 | 30 | 10 | 10 | 10 | 42 | 33  | +9  |
|  | 13.  | Riviera Marmi        | 36 | 30 | 8  | 12 | 10 | 40 | 40  | 0   |
|  | 14.  | Kamarat              | 30 | 30 | 8  | 6  | 16 | 38 | 51  | -13 |
|  | 15.  | Serradifalco         | 17 | 30 | 4  | 5  | 21 | 20 | 53  | -33 |
|  | 16.  | Monreale             | 2  | 30 | 0  | 2  | 28 | 15 | 109 | -94 |

Legenda:

      Marsala promosso in Serie D 2015-2016.

      Mazara ammesso ai play-off nazionali.

      Riviera Marmi retrocesso in Promozione 2015-2016 dopo play-out.

      Serradifalco e Monreale retrocessi in Promozione 2015-2016.

#### Play-off
Semifinale
|              | Risultati   |            | Luogo e data                                           |  |
| ------------ | ----------- | ---------- | ------------------------------------------------------ |  |
| Sancataldese | 3 - 1 (dts) | Pro Favara | Stadio Valentino Mazzola (San Cataldo), 19 aprile 2015 |  |

Finale
|        | Risultati   |              | Luogo e data                                           |  |
| ------ | ----------- | ------------ | ------------------------------------------------------ |  |
| Mazara | 1 - 0 (dts) | Sancataldese | Stadio Nino Vaccara (Mazara del Vallo), 26 aprile 2015 |  |

#### Play-out
|                     | Risultati |               | Luogo e data                                       |  |
| ------------------- | --------- | ------------- | -------------------------------------------------- |  |
| San Giovanni Gemini | 2 - 1     | Riviera Marmi | Stadio Nino Lo Bue (S.Giovanni G.), 19 aprile 2015 |  |

### Risultati

#### Tabellone
|                     | ALC | ATL | DAT | KAM | MAR | MAZ | MON | MUS | PAC | PAR | PRO | RIB | RIV | SAN | SAN | SER |
| Alcamo              |     | 1-0 | 2-0 | 3-1 | 0-1 | 1-1 | 2-0 | 0-0 | 0-0 | 2-1 | 3-3 | 3-0 | 1-1 | 1-1 | 1-2 | 1-0 |
| Atl.Campofranco     | 4-1 |     | 1-2 | 3-3 | 2-0 | 2-2 | 2-1 | 2-2 | 2-1 | 1-1 | 2-3 | 1-1 | 2-0 | 4-0 | 1-0 | 1-0 |
| Dattilo             | 2-1 | 2-1 |     | 4-1 | 1-1 | 1-2 | 4-2 | 1-0 | 1-1 | 3-2 | 0-1 | 2-0 | 2-1 | 1-0 | 1-1 | 0-0 |
| Kamarat             | 2-0 | 0-1 | 1-2 |     | 0-1 | 1-3 | 2-0 | 0-1 | 0-1 | 1-1 | 1-4 | 4-1 | 1-1 | 2-1 | 1-1 | 1-0 |
| Marsala             | 2-1 | 4-0 | 3-0 | 3-2 |     | 3-0 | 7-1 | 3-1 | 2-0 | 0-1 | 1-1 | 1-1 | 1-1 | 1-0 | 1-0 | 3-0 |
| Mazara              | 1-1 | 4-1 | 3-0 | 0-1 | 0-0 |     | 4-0 | 2-0 | 2-0 | 3-3 | 1-2 | 2-1 | 2-2 | 0-0 | 2-0 | 2-0 |
| Monreale            | 1-3 | 1-2 | 1-5 | 0-5 | 0-5 | 1-2 |     | 0-1 | 1-3 | 0-7 | 0-1 | 0-1 | 0-4 | 0-6 | 0-4 | 2-2 |
| Mussomeli           | 2-4 | 0-2 | 2-1 | 2-0 | 0-0 | 1-0 | 3-0 |     | 1-0 | 0-0 | 1-0 | 1-1 | 1-0 | 0-0 | 1-1 | 1-0 |
| Paceco              | 1-3 | 5-0 | 1-0 | 0-0 | 1-2 | 0-2 | 7-0 | 1-1 |     | 0-2 | 3-0 | 4-1 | 2-3 | 0-0 | 1-1 | 2-0 |
| Parmonval           | 1-1 | 2-2 | 1-0 | 2-1 | 0-1 | 2-2 | 2-1 | 3-0 | 0-2 |     | 1-1 | 2-2 | 1-1 | 1-0 | 1-1 | 2-1 |
| Pro Favara          | 3-0 | 2-0 | 0-0 | 3-1 | 0-0 | 0-2 | 7-1 | 0-0 | 1-1 | 3-1 |     | 0-1 | 1-1 | 0-0 | 2-1 | 2-0 |
| Ribera              | 1-0 | 1-5 | 2-0 | 2-1 | 1-1 | 1-2 | 5-0 | 1-0 | 2-2 | 1-0 | 1-1 |     | 2-1 | 2-1 | 2-1 | 2-1 |
| Riviera Marmi       | 1-1 | 4-2 | 1-1 | 1-1 | 1-3 | 0-1 | 3-0 | 2-2 | 2-2 | 1-0 | 1-1 | 3-2 |     | 0-1 | 0-3 | 2-1 |
| San Giovanni Gemini | 1-0 | 4-1 | 3-2 | 6-2 | 1-3 | 0-0 | 1-1 | 1-1 | 3-3 | 0-1 | 3-1 | 2-0 | 2-1 |     | 0-0 | 4-1 |
| Sancataldese        | 1-3 | 4-0 | 1-0 | 3-0 | 0-0 | 2-2 | 5-0 | 1-0 | 0-3 | 5-3 | 2-1 | 1-0 | 1-0 | 2-0 |     | 6-0 |
| Serradifalco        | 1-0 | 2-3 | 2-0 | 1-2 | 1-4 | 0-0 | 4-1 | 0-4 | 1-2 | 0-0 | 0-2 | 0-2 | 0-1 | 2-1 | 0-0 |     |

## Girone B

### Squadre partecipanti
| Club                            | Città                          | Stadio                          | Stagione 2013-2014       |
| ------------------------------- | ------------------------------ | ------------------------------- | ------------------------ |
| A.S.D. Acireale                 | Acireale (CT)                  | Stadio Tupparello               | 10º in Eccellenza gir. B |
| A.D. Pol. Castelbuonese 1965    | Castelbuono (PA)               | Stadio Luigi Failla             | 1º in Promozione gir. B  |
| S.S.D. Città di Messina S.R.L.  | Messina                        | Stadio Giovanni Celeste         | 14º in Serie D gir. I    |
| U.S.D. Città di Rosolini        | Rosolini (SR)                  | Stadio Salvatore Consales       | 12º in Eccellenza gir. B |
| S.S.D. Città di Scordia         | Scordia (CT)                   | Stadio Aldo Binanti             | 8º in Eccellenza gir. B  |
| A.S.D. Città di Siracusa        | Siracusa                       | Stadio Nicola De Simone         | 3º in Eccellenza gir. B  |
| A.C.D. Città di Vittoria        | Vittoria (RG)                  | Stadio Comunale di Vittoria     | 9º in Eccellenza gir. B  |
| A.S.D. Giarre Calcio            | Giarre (CT)                    | Stadio Regionale                | 1º in Promozione gir. C  |
| A.S.D. Igea Virtus Barcellona   | Barcellona Pozzo di Gotto (ME) | Stadio Carlo Stagno d'Alcontres | 6º in Eccellenza gir. B  |
| A.S.D. SportSoccer Milazzo 1937 | Milazzo (ME)                   | Stadio Grotta Polifemo          | 3º in Promozione gir. B  |
| A.S.D. Misterbianco             | Misterbianco (CT)              | Stadio Toruccio La Piana        | 2º in Eccellenza gir. B  |
| A.S.D. Modica Calcio            | Modica (RG)                    | Stadio Pietro Scollo            | 7º in Eccellenza gir. B  |
| A.S.D. Paternò 1908             | Paternò (CT)                   | Stadio Falcone-Borsellino       | 2º in Promozione gir. C  |
| S.S.D. Catania San Pio X        | Nesima (quartiere di Catania)  | Campo Zia Lisa                  | 4º in Eccellenza gir. B  |
| A.S.D. Sporting Viagrande       | Viagrande (CT)                 | Stadio Francesco Russo          | 11º in Eccellenza gir. B |
| A.S.D. Taormina                 | Taormina (ME)                  | Stadio Valerio Bacigalupo       | 5º in Eccellenza gir. B  |

### Classifica
|  | Pos. | Squadra            | Pt | G  | V  | N  | P  | GF | GS | DR  |
|  | ---- | ------------------ | -- | -- | -- | -- | -- | -- | -- | --- |
|  | 1.   | Siracusa           | 62 | 28 | 18 | 8  | 2  | 53 | 16 | +37 |
|  | 2.   | Scordia            | 61 | 28 | 18 | 7  | 3  | 53 | 17 | +36 |
|  | 3.   | Igea Virtus        | 48 | 28 | 13 | 9  | 6  | 32 | 20 | +12 |
|  | 4.   | Milazzo            | 45 | 28 | 11 | 12 | 5  | 34 | 29 | +5  |
|  | 5.   | Acireale           | 44 | 28 | 11 | 11 | 6  | 26 | 26 | 0   |
|  | 6.   | Castelbuonese      | 43 | 28 | 12 | 7  | 9  | 33 | 30 | +3  |
|  | 7.   | Sporting Viagrande | 41 | 28 | 12 | 5  | 11 | 42 | 38 | +4  |
|  | 8.   | Catania San Pio X  | 38 | 28 | 10 | 8  | 10 | 32 | 28 | +4  |
|  | 9.   | Giarre             | 36 | 28 | 10 | 6  | 12 | 44 | 41 | +3  |
|  | 10.  | Paternò            | 34 | 28 | 9  | 8  | 11 | 32 | 38 | -6  |
|  | 11.  | Città di Messina   | 30 | 28 | 8  | 6  | 16 | 25 | 41 | -16 |
|  | 12.  | Modica             | 28 | 28 | 7  | 7  | 14 | 37 | 47 | -10 |
|  | 13.  | Vittoria           | 27 | 28 | 7  | 6  | 15 | 37 | 52 | -15 |
|  | 14.  | Rosolini           | 23 | 28 | 6  | 5  | 17 | 30 | 52 | -22 |
|  | 15.  | Taormina           | 10 | 28 | 3  | 3  | 22 | 13 | 54 | -41 |
|  | 16.  | Misterbianco       |    |    |    |    |    |    |    |     |

Legenda:

      Siracusa promosso in Serie D 2015-2016.

      Scordia ripescato in Serie D 2015-2016.

      Città di Messina e Vittoria retrocessi in Promozione 2015-2016 dopo play-out.

      Taormina retrocesso in Promozione 2015-2016.

#### Play-out
|                  | Risultati |          | Luogo e data                                      |  |
| ---------------- | --------- | -------- | ------------------------------------------------- |  |
| Città di Messina | 0 - 1     | Rosolini | Stadio Giovanni Celeste (Messina), 19 aprile 2015 |  |
| Modica           | 2 - 0     | Vittoria | Stadio Pietro Scollo (Modica), 19 aprile 2015     |  |

### Risultati

#### Tabellone
|                  | ACI | CAS | CIT | GIA | IGE | MIL | MOD | PAT    | ROS | SAN | SCO | SIR | SP. | TAO | VIT |
| Acireale         |     | 1-0 | 2-0 | 2-0 | 0-0 | 1-1 | 1-0 | 1-1    | 1-0 | 1-0 | 0-0 | 0-1 | 1-1 | 1-0 | 2-1 |
| Castelbuonese    | 0-0 |     | 1-1 | 2-1 | 2-0 | 0-1 | 4-2 | 2-1    | 3-1 | 1-0 | 0-1 | 1-1 | 1-0 | 2-1 | 1-5 |
| Città di Messina | 1-0 | 0-3 |     | 1-1 | 0-2 | 2-1 | 0-1 | 0-0    | 3-2 | 2-1 | 1-2 | 1-3 | 3-1 | 1-0 | 3-1 |
| Giarre           | 7-1 | 0-1 | 1-1 |     | 1-0 | 1-2 | 2-1 | 4-1    | 5-2 | 2-2 | 1-1 | 1-3 | 3-2 | 1-1 | 1-0 |
| Igea Virtus      | 0-1 | 2-0 | 0-0 | 3-0 |     | 2-1 | 2-2 | 1-0    | 2-0 | 0-0 | 1-1 | 1-0 | 1-1 | 1-0 | 3-1 |
| Milazzo          | 2-2 | 1-1 | 2-1 | 1-1 | 1-1 |     | 1-0 | 1-1    | 1-1 | 2-1 | 1-0 | 0-0 | 2-0 | 2-1 | 0-0 |
| Modica           | 1-1 | 2-0 | 0-0 | 3-1 | 0-1 | 0-0 |     | 3-2    | 1-1 | 1-0 | 0-2 | 1-1 | 2-3 | 5-0 | 7-3 |
| Paternò          | 0-1 | 1-1 | 1-0 | 1-0 | 1-1 | 1-2 | 3-2 |        | 0-1 | 1-1 | 1-0 | 1-1 | 1-1 | 1-0 | 2-1 |
| Rosolini         | 2-1 | 1-1 | 3-0 | 2-1 | 1-2 | 2-2 | 1-0 | 0-3    |     | 1-2 | 0-1 | 1-3 | 1-3 | 0-2 | 1-2 |
| San Pio X        | 1-1 | 0-0 | 2-0 | 1-4 | 2-0 | 2-0 | 2-1 | 2-0    | 3-0 |     | 1-2 | 2-3 | 3-0 | 1-0 | 0-2 |
| Scordia          | 1-1 | 3-0 | 3-0 | 1-0 | 1-1 | 2-1 | 4-0 | 4-0    | 2-1 | 1-1 |     | 0-1 | 4-0 | 2-0 | 2-0 |
| Siracusa         | 5-0 | 2-1 | 2-0 | 2-0 | 1-0 | 0-0 | 3-0 | 3-1    | 3-1 | 2-0 | 1-2 |     | 0-0 | 2-0 | 5-0 |
| Sp.Viagrande     | 1-0 | 1-0 | 3-2 | 1-2 | 0-1 | 4-1 | 2-0 | 2-3    | 5-1 | 0-1 | 1-4 | 0-0 |     | 4-1 | 1-0 |
| Taormina         | 0-3 | 1-3 | 0-1 | 0-1 | 2-1 | 0-2 | 1-1 | 0-4    | 0-3 | 1-1 | 1-5 | 0-3 | 0-1 |     | 1-0 |
| Vittoria         | 0-0 | 0-2 | 3-1 | 3-2 | 1-3 | 2-3 | 6-1 | [ 12 ] | 0-0 | 0-0 | 2-2 | 2-2 | 0-4 | 2-0 |     |